# Histoire de la Savoie au Moyen Âge
Cet article a pour sujet l'histoire durant la période médiévale de l'entité géographique et historique appelée Savoie. Pour consulter l'article principal, lire : Histoire de la Savoie. Pour l'histoire des départements français, voir les articles spécifiques : Histoire de la Savoie (département) et Histoire de la Haute-Savoie.
La période médiévale en Savoie s'étend de la concession de la Sapaudie ou Sapaudia au peuple germain des Burgondes, au Ve siècle, en passant la Saboia des Carolingiens jusqu'à l'apparition d'un comté de Savoie au XIe siècle, qui devient duché en 1416, considéré comme l'apogée du territoire savoyard. Cette période est marquée par l'intégration, en 1032, des territoires de la Sapaudia dans le Saint-Empire romain germanique, et à l'affirmation féodale sur ces terres, avec la naissance de grandes maisons seigneuriales.
Le jeu politique régional lie et délie, jusqu'à l'absorption, les grands seigneurs de Savoie et de Genève ainsi que leurs vassaux, mais aussi les représentants du pouvoir spirituel, les évêques de Belley, les évêques et archevêques de Tarentaise, les évêques de Genève, ou encore de Saint-Jean-de-Maurienne.

## Féodalité en Savoie (IXe–XIIesiècles)

### Du royaume burgonde à l'affirmation féodale
Vers 443, le général romain Aetius concède la Sapaudia à un peuple germain, les Burgondes d'après une courte notice du Ve siècle « La Sapaudia est donnée aux débris du peuple burgonde pour être partagée avec les indigènes »,, ayant passé le Rhin vers 407 et originaire du Main. Le territoire de la Savoie correspond à cette période à la cité de Genève, une partie du pays de Gex, du nord de la Savoie (Genevois, Faucigny) et la moitié occidentale du plateau suisse. Les Burgondes forment un premier royaume, la Burgondie, de 435 à 534, fixant leur capitale à Genève, un centre religieux dès le IVe siècle, qu’ils brûlent et qu’ils reconstruisent. En 502, le roi burgonde Gondebaud rédige un code de loi dit Loi gombette (recueil de lois germaniques fortement influencées par le droit romain).
En 534, dans la construction de leur royaume, les Francs par l’intermédiaire des fils de Clovis, Childebert et Clotaire, annexent la Burgondie, avant de conquérir la Provence. Toutefois, les Mérovingiens laissent la gestion du territoire aux premiers comtes, burgondes ou gallo-romains. La Burgondie retrouve même une sorte d’autonomie durant cette période avec le règne de Gontran (561-593). Toutefois, sa mort est suivie d'une période d'anarchie et un morcellement territorial.

Première partition de l'Empire d'Occident par le traité de Verdun (843).

Avec les Carolingiens, la Savoie prend forme. Un acte de 806 mentionne une Sabaudia. Celle-ci relève d'une importance stratégique grâce au passage du Mont-Cenis, emprunté par les pèlerins, les marchands et les militaires. Ainsi Charlemagne l'emprunte, tout comme Pépin le Bref avant lui, pour soumettre les Lombards. Le puissant évêché de Moûtiers, correspondant à l’ancienne province romaine des Alpes Pennines, devient archevêché. Charlemagne en profite aussi pour diviser la Savoie en comtés dont les noms et les contours correspondent toujours aux provinces traditionnelles du Genevois, de la Savoie Propre, de la Maurienne, de la Tarentaise, du Chablais, du Faucigny, de l’Albanais et du Bugey. Lors de la préparation de l'héritage, en 811, Louis II de Germanie reçoit en lot cette Sabaudia, qui devient Saboia, la Maurienne, la Tarentaise, le Mont-Cenis et le val de Suse.
Avec le partage de l’Empire (traité de Verdun, 843), la Savoie est attribuée au royaume de Lothaire. Face aux difficiles successions, les comtés de Savoie sont partagés entre Boson de Provence et Rodolphe II de Bourgogne. Une certaine unité est retrouvée lors du règne de Rodolphe III de Bourgogne vers 993 qui voit l'avènement du second royaume de Bourgogne.
Durant cette période, la Savoie subit des invasions sarrasines. Novalaise, Genève sont pillées et incendiées. « Si les invasions des Sarrasins occupent une place malheureusement trop réelle dans les annales de l’Europe occidentale, le rôle romanesque qu’elles jouent dans les fastes de cette contrée est autrement large encore. », selon l'historien Henri Ménabréa. Ainsi, en Maurienne quelques fables circulent, notamment au sujet de l'étymologie du nom de la province. Le royaume burgonde survit à ces passages.

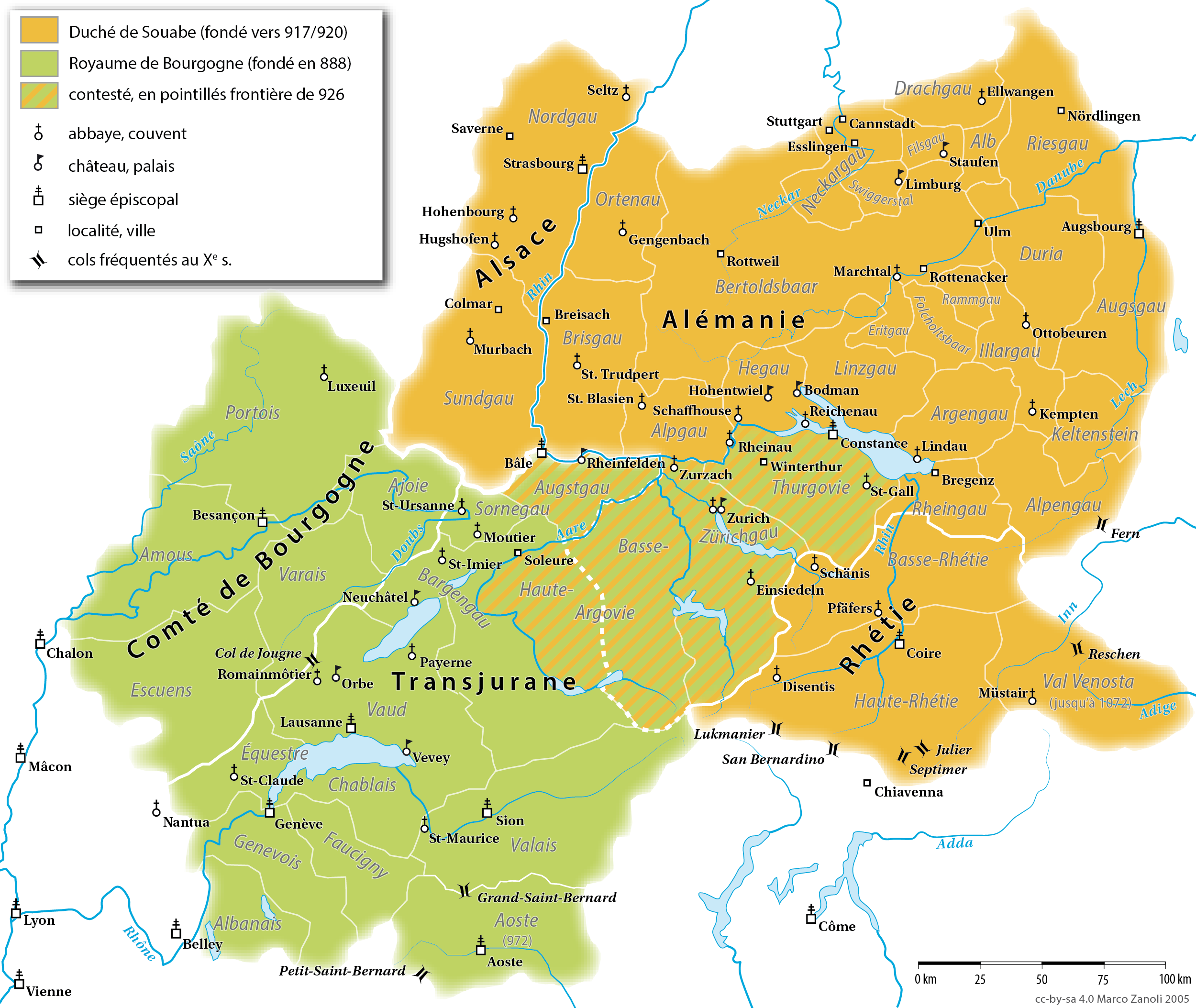
Carte du royaume de Haute-Bourgogne (en vert) vers 1000.

Le dernier roi, Rodolphe III de Bourgogne, rapproche son royaume du Saint-Empire romain germanique. Il choisit pour successeur un descendant d’Othon, Conrad II, à qui il envoie la lance de saint Maurice, symbole mystique de la royauté burgonde. La Savoie devient terre d'Empire en 1032. Pour l’Empire, ce territoire signifie le contrôle des Alpes occidentales et le Mont-Cenis. Toutefois, la fin de règne du dernier roi de Bourgogne marque l'avènement de la féodalité sur les terres de Savoie, une confusion entre la propriété et la souveraineté (François Guizot), les grandes familles profitent des rivalités entre l'Empire et les comtes de Champagne.

### Les seigneurs

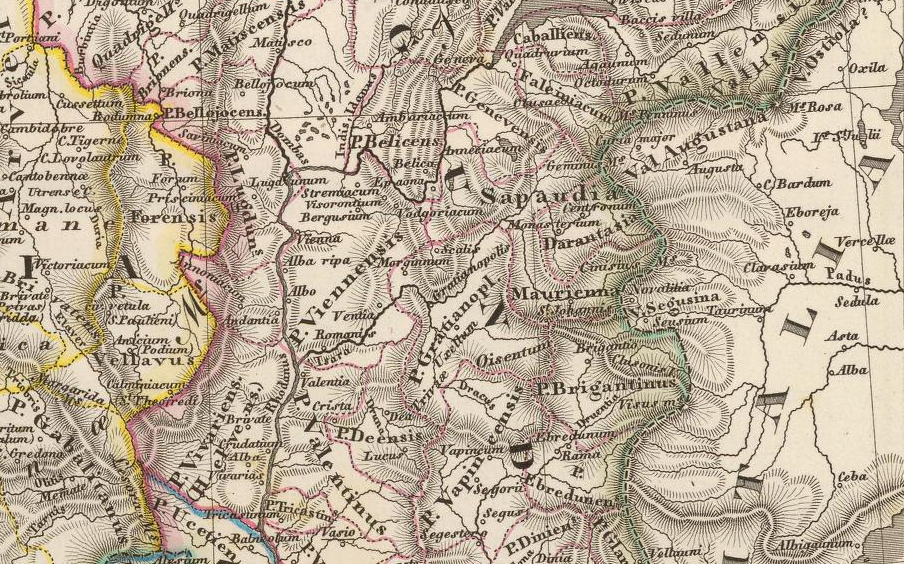
Pagi sous l'époque carolingienne. On retrouve sur cette carte, les pagi savoyards : le pagus Savogensis (Sapaudie ou Savoie propre), le pagus Bellicensis (Bugey), le pagus Genevensis (Genevois), le pagus Tarentasia (Tarentaise) et le pagus Maurianensis (Maurienne).

D'après Léon Ménabréa (1839), on compterait une trentaine de feudataires au XIe siècle en province de Sapaudia : « au premier rang, les évêques puis archevêques de Tarentaise, les évêques de Genève, les évêques de Maurienne, les comtes de Maurienne (future maison de Savoie), les comtes de Genève (qui contrôlent la cité de Genève et le pagus Genevensis), les barons de Faucigny ; en second ordre, les vicomtes de La Chambre, de Briançons, de Chambéry, les sires de Viry, de Chevron, de Miolans, de Montmayeur, de Menthon, de la Rochette, de Compey, de Sales, de Sallenove, de Beaufort, de Lucinges, d'Allinges, etc. ». Liste à laquelle, on se doit de rajouter les évêques de Belley.
Avec l’intégration à l’Empire, dans les territoires de Savoie, les seigneurs revendiquent une certaine autonomie politique. La Savoie compte environ 250 familles nobles,.
Toutefois, « peu à peu, les petits feudataires s'effacent ; une étoile grandit et flamboie au milieu du firmament féodal, c'est l'étoile de la maison de Savoie ».

### Entre comtes de Genève etHumbertiens
Deux familles s'imposent sur la région, les comtes de Genève, au Nord, autour de la ville de Genève, et les Humbertiens, comtes en Maurienne, futurs comtes de Savoie, à partir de la Maurienne.

Armoiries du comté de Genève : Cinq points d'or équipollés à quatre d'azur.

Les Genève. L'origine des comes gebennensis (Comte de Genève et non du Genevois comme on le traduit parfois) est douteuse, mais est attestée dès le XIe siècle. Toutefois, on sait qu'elle possède les terres situées entre le Léman et le lac du Bourget, de même qu'en pays de Vaud et de Gex, ainsi que la ville de Michaille, le Genevois et la cité d'Annecy, la vallée de Chamonix, donnée à l'abbaye de Saint-Michel-de-la-Cluse vers 1090. Seul le Chablais échappe à cette famille. Bien que contrôlant la ville de Genève, ils sont en conflit avec les évêques de Genève et à partir du XIIe et XIIIe siècles ils sont opposés aux comtes de Savoie.
Les Humbertiens. L'origine des Humbertiens - comtes de Maurienne - est controversée. Les historiens du XXe siècle attestent l'hypothèse de Georges de Manteyer, qui assigne à la maison de Savoie, et au premier de la lignée - Humbert aux Blanches-Mains (v. 980-v. 1048), Umbertus Comes - une origine bourguignonne. Henri Ménabréa indique ainsi « ces princes, partis de Champagne et de la Bourgogne, réussirent par une politique habile à mettre la main sur les fiefs ecclésiastiques de la région, en jouant à leur profit de l'émiettement de la souveraineté et en contractant d'avantageux mariages. ». Selon la légende entretenue par les Grandes chroniques de Savoie de Jean Servion, d'après une commande de Philippe de Bresse, la famille aurait une origine impériale et allemande, Berold descendrait ainsi du fils du roi de Cologne Ezeus qui aurait épousé Ysobie, fille de l'empereur de Constantinople. Toutefois, la cathédrale d'Aoste mentionne les donations de Humbert, comte de Maurienne, fils de l'illustre Bérold de Saxe.
Dans tous les cas, Humbert possède de hautes fonctions — conseiller — auprès du dernier roi de Bourgogne, Rodolphe, et surtout de la reine Hermengarde ou Ermengarde. Il contrôle ainsi tout ou partie des comtés de Savoie et de Sermorens en 1003, puis celui de Belley, de Nyon en 1018, enfin celui d’Aoste en 1024. Il domine le nord du comté de Viennois avant 1025. Il prête serment pour ces différents comtés au concile d'Anse de 1025. Il obtient, grâce à son mariage, des droits en Valais et dans le Chablais. En 1043, il obtient le comté de Maurienne. La Tarentaise, apanage de l'évêque de Moûtiers, n'échappe pas au contrôle humbertien, de même que la Marche de Turin. L'extension engagée rencontre vite une limite au Nord avec les Genève et au Sud avec les Dauphins. Toutefois, il est le seul à contrôler les principaux cols permettant l'accès aux terres italiennes (col du Mont-Cenis, cols du Petit et du Grand-Saint-Bernard). Rôle qui donne naissance du titre de "Portiers des Alpes" que porteront les futurs comtes de Savoie, en concurrence que les comtes d'Albon en Dauphiné.

### L'affirmation des premiers comtes de Savoie

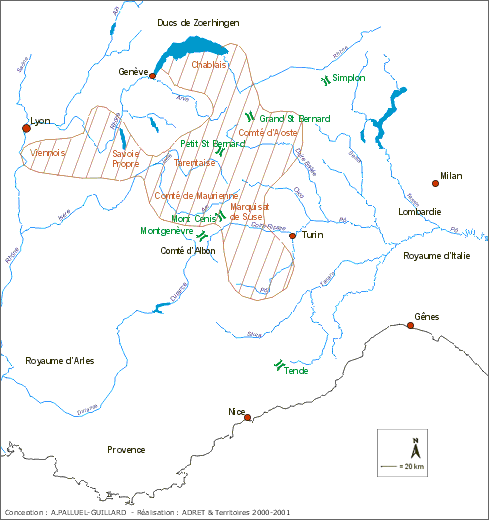
La Savoie aux
Source : Assemblée des Pays de Savoie.

Au cours des siècles suivants, la dynastie savoyarde s'évertue à accroître ses fiefs au gré des mariages et des traités. Le fils d'Humbert, Amédée, obtient de l'empereur la ville d'Asti. Son fils, Odon ou Othon, épouse la comtesse Adélaïde de Suse, en 1045, permettant la mainmise sur la marche de Turin, à savoir le val de Suse et le Piémont. Le comte décédant, elle devient régente des fiefs. Leurs fils, Pierre Ier, qui obtient le Bugey et le marquisat d'Ivrée, et Amédée II, ne règnent pas longtemps. Adélaïde, régente, garde le contrôle sur politique familiale. Elle accueille ainsi son beau-fils, l'empereur Henri IV — il a épousé Berthe de Savoie, fille de Adélaïde —. à Chignin (Combe de Savoie), en 1077, et reçoit une « Belle province de Bourgogne », sans nul doute le Chablais en échange du droit de passage par le Mont-Cenis, pour aller à Canossa...

Blason des premiers comtes de Savoie.

À sa mort, en 1091, Humbert II devient comte mais perd l'héritage du Piémont, à la suite du démantèlement de ce fief opéré par l'empereur Henri IV, qui veut ainsi interrompre l'essor des grandes familles féodales. Toutefois, il garde encore le val de Suse et Pignerol. Il réussit aussi à marier sa fille Adèle avec Louis VI le Gros, engageant ainsi la Savoie dans une diplomatie que ces descendants maintiendront, entre le royaume de France et l'Empire. Il affirme sa domination sur la Tarentaise, principalement la haute vallée de l'Isère et établit des communications constantes entre ses possessions du Rhône et de la Vallée d'Aoste.
À la mort de Humbert, survenue en 1103, le futur Amédée III est trop jeune pour régner et sa mère, Gisèle de Bourgogne-Ivrée, gouverne les États de Savoie comme tutrice. Il est marié à la fille du comte de Genève, Mathilde ou Mahaut d'Albon de Viennois, fille de Guigues III d'Albon.
À sa majorité, le comte Amédée III conserve le caractère féodal des institutions dans les terres alpines. En revanche, il favorise en deçà des Alpes les franchises communales. Il avait obtenu le titre de comte de l'Empire en 1111, vicaire perpétuel et  vice-roi d’Arles, abbé séculier de Saint-Maurice d’Agaune, jusqu'en 1116. Il récupère le comté de Turin perdu par son père. Il épouse, en 1123, sur les instances d'une « grosse assemblée des plus prochains parents, amys, barons et chevaliers du païs » la fille du dauphin, Mahaut d'Albon. Par ailleurs, la politique des mariages complique le rôle de la Savoie. Le comte doit en effet lutter contre la tutelle de sa mère et de Louis VI le Gros et combattre les troupes du dauphin Guigues IV d'Albon lors du siège de Montmélian, en 1142. Le dauphin meurt au cours des combats. Il échange l'année suivante le titre de comte de Maurienne pour celui de comes sabaudiae. Participant, aux côtés de Louis VII de France à la deuxième croisade, et meurt à Nicosie en 1149.

Blason des comtes de Savoie à partir du XIIe siècle

Au-delà de l'action militaire, son action politique et symbolique est primordiale pour la dynastie. Il fonde ainsi en 1125 l'abbaye de Hautecombe, qui devient, du XIIe au XVe siècle, la nécropole des comtes de Savoie. Par ailleurs, il modifie le blason dynastique, abandonnant l'aigle impérial de sable sur champ d’or, armes des empereurs du Saint-Empire romain germanique dont les comtes sont les vassaux, pour celui de gueules à la croix d'argent.
Sur les traces de son père, Humbert III doit lutter contre le dauphin, Guigues V d'Albon, à Montmélian, en 1153. Il participe aussi à la troisième croisade. Malgré la politique guelfe des comtes, se liant avec Henri II de Plantagenêt, il soutient le pape Alexandre III contre l'empereur Frédéric Barberousse. Cependant, il laisse passer l'empereur par le Mont-Cenis, en 1168, chassé par les ligues lombardes. Il repasse le col et incendie Suse en 1174, avant d'aller se faire couronner roi de Bourgogne à Arles. Le conflit est désormais ouvert. Les différends entre le comte et le nouvel empereur Henri VI se poursuivent et se concluent par la mise au ban de l'empire en 1187, dévastant le Piémont. Les différents évêques sur les terres du comte sont désormais protégés par l'Empereur. À sa mort, il est inhumé à l’abbaye d'Hautecombe.

## L'expansion du comté de Savoie (XIIIe–XVesiècles)

### La politique gibeline des nouveaux comtes
- Comté de Savoie

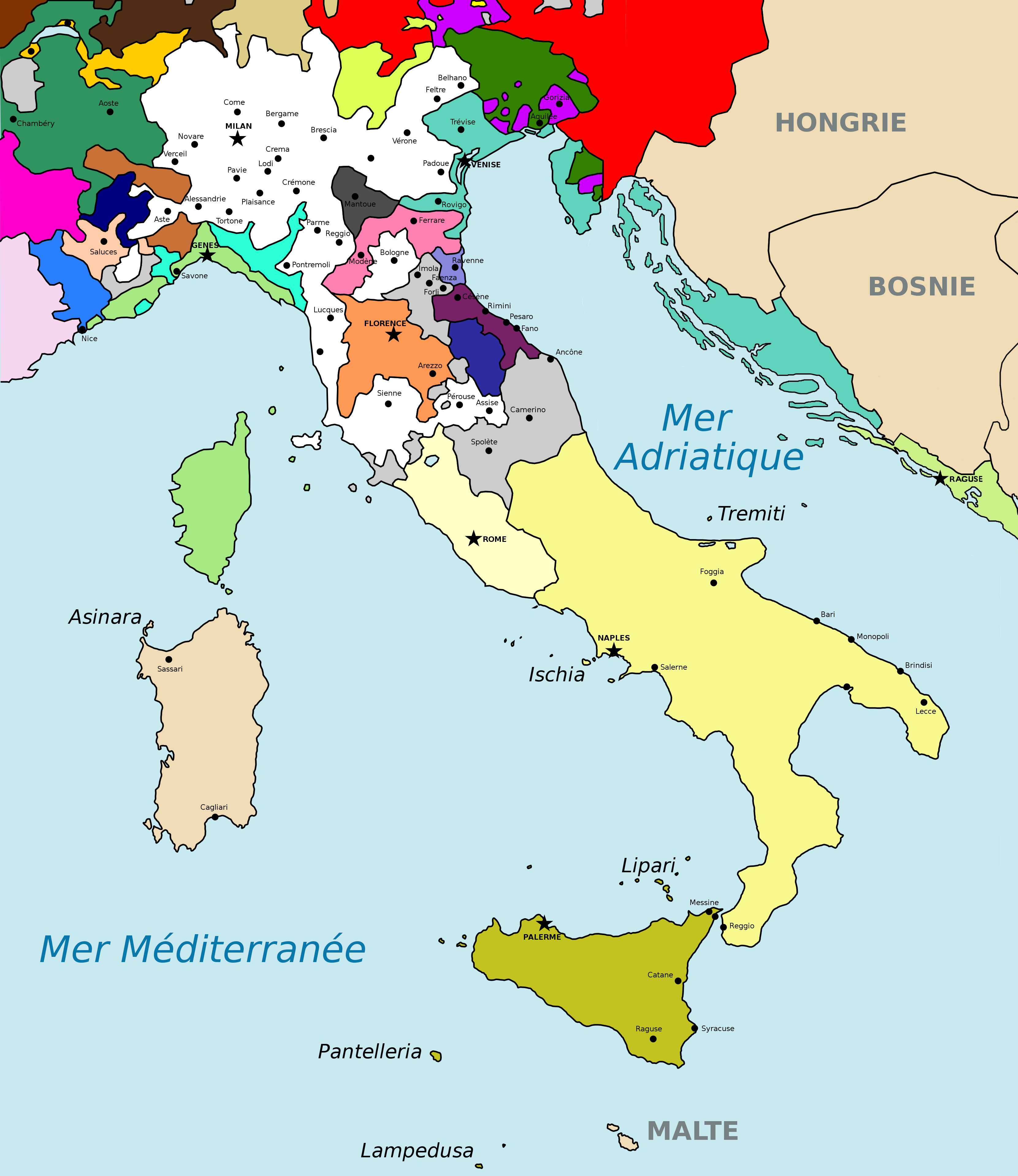
Carte de l'Italie du Nord en 1402
Comté de Savoie.

Le comte Humbert III (1136-1189) succède, à l'âge de treize ans, à son père en 1148, avec pour tuteur, au soin d'Amédée de Clermont, dit de Lausanne (1110-1159), abbé de Hautecombe et futur évêque de Lausanne,. Son long règne est perturbé par la tentative de reconstruction de l'autorité impériale poursuivie par Frédéric Ier qui s'oppose à l'indépendance des princes de Savoie. Il réussit toutefois à sauver la dynastie grâce à sa fermeté, permettant à ses descendants une reprise du mouvement d'expansion. Il meurt le 4 mars 1189. Sa foi et sa dévotion religieuse lui valurent la béatification proclamée par le pape Grégoire XVI en 1838.
Son fils, le comte Thomas Ier (v. 1177-1233), rentre en grâce auprès de l'empereur, par l'intermédiaire de son tuteur, le cousin de son père, Boniface, marquis de Montferrat,. Ce dernier a soutenu l'empereur contre le comte Humbert III. Le comte de Savoie récupère le Piémont, il est aussi nommé vicaire impérial en Lombardie par l'empereur. Mais Turin lui échappe encore. Il achète le 15 mars 1232 au vicomte Berlion, la ville de Chambéry, nouvelle capitale des comtes de Savoie avec l'acquisition du château en 1295. La ville reste la capitale politique jusqu'à son transfert à Turin en 1536.
En 1248, l'éboulement du Mont Granier, formant les Abîmes de Myans, tue quelques milliers d'habitants dans la ville de Saint-André.
Amédée IV de Savoie (fils du précédent, 1197-1253) obtient de l'empereur les titres de comte d'Aoste et du Chablais. Lors de ses conquêtes, il accroît son domaine, sans réel plan d'ensemble, avec le Viennois, en Lyonnais, en Piémont, en Ligurie et en pays de Vaud avec l'acquisition du château de Moudon. Il obtient le marquisat d'Ivrée en 1248, mais ne réussit pas à prendre Turin. Malgré la politique gibeline de la maison de Savoie, il permet au pape Innocent IV, alors en fuite, de passer sur ses terres. Son frère, le comte Thomas II, épouse d'ailleurs Béatrice Fieschi, sa nièce. Il échoue cependant à s'emparer de Turin et meurt lors de l'un des assauts qu'il entreprend. Son fils, Pierre surnommé le petit Charlemagne, après avoir été chanoine, épouse Agnès de Faucigny, héritière du Faucigny, du comté de Romont et de la baronnie de Vaud. Il part ensuite 10 ans en Angleterre, auprès de son neveu, Henri III d'Angleterre, où sa résidence  l'Hostel de Savoye rayonne sur la société londonienne. Obtenant le titre de comte, après la mort de Boniface de Savoie en 1263, il entame un agrandissement de son domaine vers l'ouest, obtenant des fiefs en pays de Vaud, pays de Gex et dans le Chablais.
Cet accroissement du territoire se poursuit sous le règne d'Amédée V le Grand (1282-1323) qui par son mariage avec Sibylle de Baugé, obtient la seigneurie correspondant à la province de la Bresse. Ses guerres en terres italiennes, au-delà d'être victorieuses, lui font obtenir les seigneuries d'Asti et d'Ivrée de l'empereur Henri VII ainsi que dans le Genevois (dernière enclave en terres savoyardes). Il meurt lors du siège de Rhodes, en 1323. Il faut attendre ensuite le règne de Amédée VI, dit le comte vert (1343-1383), pour poursuivre cette unification de la Sabaudia. Le traité de Paris, en 1355, permet ainsi l'obtention du Faucigny et de seigneuries en pays de Gex, Bugey et Bresse ; ceci en échange de possessions savoyardes en Dauphiné et Viennois.
Au début du XVe siècle, après la soumission de la vallée de Barcelonnette et la dédition de Nice à la Savoie (1388), Amédée VIII (1391-1439), futur pape Félix V (1439-1449), acquiert la toute dernière enclave en terre savoyarde, le Genevois, achetée à Odon de Villars. Il achète également la terre de Bourbon, hérite de Louis de Poitiers des comtés du Diois et du Valentinois. La taille des terres savoyardes permet au comte d'obtenir, en 1416, le titre de duc attribué par l'empereur Sigismond.

### L'expansion territoriale du comté de Savoie
Depuis le XIe siècle, la maison de Savoie possède les comtés suivants depuis Humbert 1er: Viennois, Savoie et Sermorens (1003), Nyon ou des Équestres (1018), Val d'Aoste (1024, 1038), ancien Chablais (1033, 1128), Tarentaise (1038), Maurienne (1043), Val de Suse (1045) et Bugey (1077). Elle a également acquis la seigneurie de Piémont (sans Turin, 1191, 1235), le reste du Bas Valais au sud de Martigny (1224); le pays de Vaud (sans Lausanne, 1244), le marquisat d'Ivrée (1248); la Bresse (1272) et le Revermont (1289).
Après 1355, par le traité de Paris, le territoire de la principauté savoyarde s'agrandit de la baronnie de Gex, de La Valbonne (avec le château de la seigneurie de Montluel) du Faucigny et du Beaufortain. En 1388, la dédition de Nice lui permet de réunir le pays niçois et la viguerie de Barcelonnette. Le comté de Genève est acheté en 1401 et la Dombes en 1402.
Au XVe siècle, les États de Savoie, érigés en duché en 1416, se composent d'une vingtaine de bailliages :
- Bailiva Sabaudiæ divisée en trois territoires avec chacun leur vicomte : la Savoie Propre, dont le chef-lieu est Montmélian, puis Chambéry, le pagus Maurianensis (Comté de Maurienne), le pagus Tarentasia (Tarentaise), comprenant dix-sept châtellenies, qui en raison de l'importance de ce bailliage fut divisé en un district de Savoie et un autre de Tarentaise-Maurienne ;
- Bailiva Novalesii, la Novalaise avec Voiron, partagée en huit châtellenies (Saint-Genix ; Yennes ; Chanaz ; Pierre-Châtel ; Dolomieu ; Île-de-Guiers ; Pont-de-Beauvoisin ; Voiron) ;
- Bailiva Viennensis, le Viennois savoyard, jusqu’en 1355, avec Saint-Georges-d'Espéranche et ses neuf châtellenies ;
- Bailiva Burgi, la Bresse et la Dombes, avec Bourg et ses vingt-et-une châtellenies et avec Trévoux ses douze châtellenies;
- Bailiva Beugessii, le Bugey-Valromey avec Château de Rossillon/Saint-Germain, comprenant sept châtellenies ;
- Bailiva Chablasii, le Chablais avec Château de Chillon et ses treize châtellenies ;
- Bailiva Vallis Auguste, le Val d'Aoste avec Châtel-Argent/Villeneuve et ses cinq châtellenies ;
- Bailiva Valdensis, le pays de Vaud avec Moudon et ses douze châtellenies ;
- Bailiva Vallis Secusie, le Val de Suse avec Avigliana ne comprenant que trois châtellenies ;
- Bailiva Montis Loelli, La Valbonne, avec Montluel comprenant quatre châtellenies ;
- Bailiva Fulciniacum, le Faucigny avec Châtillon et ses dix-sept châtellenies (dont le Beaufortain);
- Balliva Genevensis, le Genevois avec Annecy et ses vingt-quatre châtellenies;

auxquels il faut ajouter les bailliages de Gex, des "Terres neuves de Provence" (Nice et Barcelonnette) de Martigny et d'Italie (Piémont, Ivrée, ainsi que Verceil, acquise en 1427).

### Le développement urbain
L'essor économique des XIIe et XIIIe siècles, et qui se prolonge au siècle suivant, permet l'essor des villes en Europe occidentale. La région savoyarde est également touchée par ce phénomène urbain. Pour cette période, trois villes, d'origine ancienne, possèdent une importance pour la région : Genève, Annecy et Chambéry. Genève perd peu à peu un rôle important pour la région à partir du moment où les comtes de Genève en sont chassés, s'installant avec leur cour itinérante dans leurs châteaux, avant de se fixer définitivement à Annecy dans une maison-forte puis un château à partir du XIIIe siècle. C'est à cette même période que les comtes de Savoie s'installent à Chambéry, lorsque le 15 mars 1232, le comte Thomas Ier rachète une partie des droits du vicomte de Chambéry, Berlion, sur la ville,. Son successeur, Amédée V, achète le château en 1295 et en fait une résidence comtale.
Le réseau urbain en Savoie compte une vingtaine de petites villes. Genève et Chambéry atteignent 3 ou 4 000 habitants, Annecy est à moins de 2 000 habitants vers la fin du XIVe siècle. Même si le réseau observé semble peu important, le rôle de ces villes sur les campagnes environnantes restent relativement important.

#### Les villes neuves
La période est caractérisée par l'émergence de villes neuves en Occident au cours des XIIe et XIIIe siècles. Le phénomène est plus tardif en Savoie. Il faut attendre en effet les XIIIe et XIVe siècles pour observer les premières créations. La première est la « Ville Neuve de Chillon » en 1214 (actuelle ville de Villeneuve en Suisse),. Elles se développent plus particulièrement en des points stratégiques, à proximité de château important, tel que celui de Chillon, sur un axe majeur comme Flumet (créé en 1228 par les sires de Faucigny) sur la route reliant le Faucigny au comté de Savoie, ou encore à proximité d'« un ancien village ou d'un établissement religieux ». La création de L'Hôpital-sous-Conflans en 1285, par le comte Amédée V de Savoie, relève de la surveillance de la cité de Conflans, située au-dessus, et entre les mains de l'archevêque de Tarentaise.
L'historienne Ruth Mariotte-Löber dénombre douze villes nouvelles sur les territoires des comtes de Savoie avec la création de : Yverdon (v. 1260), Saint-Georges-d'Espéranche (v. 1257), Villeneuve de Châtel-Argent (1273), La Côte-Saint-André (1281), L'Hôpital-sous-Conflans (1287) fondée par le comte Amédée V, Châtel-Saint-Denis (1296), Pont-d'Ain (1298), Morges (1292), Yvoire (1306), Vaulruz (1316), Rolle (avant 1318) et Ordonnaz (1337).

#### Les institutions urbaines
Les premières chartes de franchises octroyées à des villes en France datent du XIIe siècle. En Savoie, les « villa libera » apparaissent vers le XIIIe siècle, soit relativement tardivement par rapport à d"autres régions de l'Europe occidentale.
Les principales chartes de franchises savoyardes sont : Yenne (1215), Montmélian (1223 ou 1233), Flumet (1223 ou 1228), Chambéry (4 mars 1232), Saint-Germain-de-Séez (1259), Évian (1264 ou 65), Saint-Julien-de-Maurienne (1264), Thonon (1268), Seyssel (1283 ou 85), Bonneville (1283 ou 89), L'Hôpital-sous-Conflans (1287), Rumilly (1291 ou 92), Alby (1297), Le Châtelard (1301), Cluses et Sallanches (1310), La Roche (1335), etc.,. Pour Annecy, il faut attendre le 19 novembre 1367, par Amédée III de Genève. Pierre Duparc, historien du comté de Genève, estime toutefois que les premières peuvent remonter à 1309-1310, peut être même au dernier quart du XIIIe siècle.

### La peste en Savoie
La peste noire frappe l'Europe au milieu du XIVe siècle et plus particulièrement la Savoie à partir de 1348,. Cette dernière aurait fait périr la moitié de la population du comté. De nouveaux épisodes sont relevés, sur tout ou partie de la Savoie, en 1472, puis 1478, puis à nouveau en 1545, 1564-1565, 1577, 1587, 1597 ou encore en 1598-1599. Au cours du siècle suivant, par trois fois (1615, 1629-1630, 1639-1640). Le dernier épisode d'épidémie est lié avec celle qui frappe la Provence en 1720.
La recours à l'isolement ne reste qu'une pratique mise en place à partir du XVIe siècle, jusque là les populations invoquent bien souvent vers saint Sébastien. Les populations expérimentent des recettes, comme celles recueillies dans les registres paroissiaux de Saint-Paul-sur-Yenne.

## Christianisation
Le christianisme se diffuse en Savoie à partir des communautés de Vienne et de Lyon. Entre l'implantation dans ces deux villes au IIe siècle et la christianisation des terres alpines, il faut attendre les Ve et VIe siècles pour voir se créer les premiers diocèses, Tarentaise et Maurienne. Darantasia (Moûtiers) devient le siège du premier par une lettre du pape Léon le Grand, en mai 450. La métropole devient archevêché au IXe siècle (Synode de Francfort), rayonnant désormais sur les évêchés d'Aoste, de Sion (apparu vers le IVe siècle) et de Maurienne (apparu au VIe siècle). C'est d'ailleurs vers cette époque que le premier évêque de Belley, Vincentius, est nommé ou encore que l'église de Chambéry « appartenant au décanat de Savoie et attaché à l'évêché de Grenoble » est fondée.
La diffusion tardive du christianisme catholique s'explique en partie par le fait que les Burgondes étaient un peuple arien. Il faut attendre donc le Ve siècle pour observer une évolution religieuse notamment avec la conversion du roi Sigismond par saint Avit, évêque de Vienne. Afin d'expier l'étranglement de son fils, sur des accusations mensongères, il développe l'abbaye d'Agaune.
L'Église dans la région, au Xe siècle, se remet d'une conjoncture qui l'a profondément marquée, les raids des Sarrasins, qui ont remonté la vallée du Rhône, et les guerres seigneuriales.

### Les circonscriptions territoriales de la Savoie
L'archiviste Jules-Joseph Vernier dresse un tableau de l'organisation ecclésiastique dans la région, celle-ci n'a pas évolué entre le VIIe siècle et le XVIIIe siècle. En voici une présentation sommaire :
- Diocèse de Genève avec Genève, suffragant de l'archidiocèse de Lyon, comprenant huit décanats composées de 389 paroisses et 50 prieurés. Le territoire possède aussi 27 couvents ou monastères (dont les abbayes de Bonmont, Hautecombe, Sainte-Marie d'Aulps, Abondance, Entremont, etc), 21 hôpitaux et 23 maladreries.
- Diocèse de Grenoble, suffragant de l'archevêché de Vienne, avec certaines paroisses de Savoie Propre situées dans le décanat de Grenoble, l'archiprêtré de Viennois, l'archiprêtré d'Au-delà-du-Drac et le décanat de Savoie (66 paroisses, 16 prieurés).
- Diocèse de Maurienne avec Saint-Jean-de-Maurienne, suffragant de Turin puis de l'archevêché de Tarentaise et ses 102 paroisses, 9 prieurés, le couvent franciscain de La Chambre et l'abbaye cisterciennes de Betton.
- Diocèse de Tarentaise avec Moûtiers, élevé au rang d'archevêché en 794, dont relève les diocèses de Maurienne, de Sion et d'Aoste. Il est composé de 84 paroisses, un prieuré, cinq couvents dont l'abbaye Notre-Dame de Tamié.
- Diocèse de Belley avec Belley, divisé en huit archiprêtrés avec 109 paroisses, deux abbayes et huit prieurés.

### L'implantation monastique en Savoie

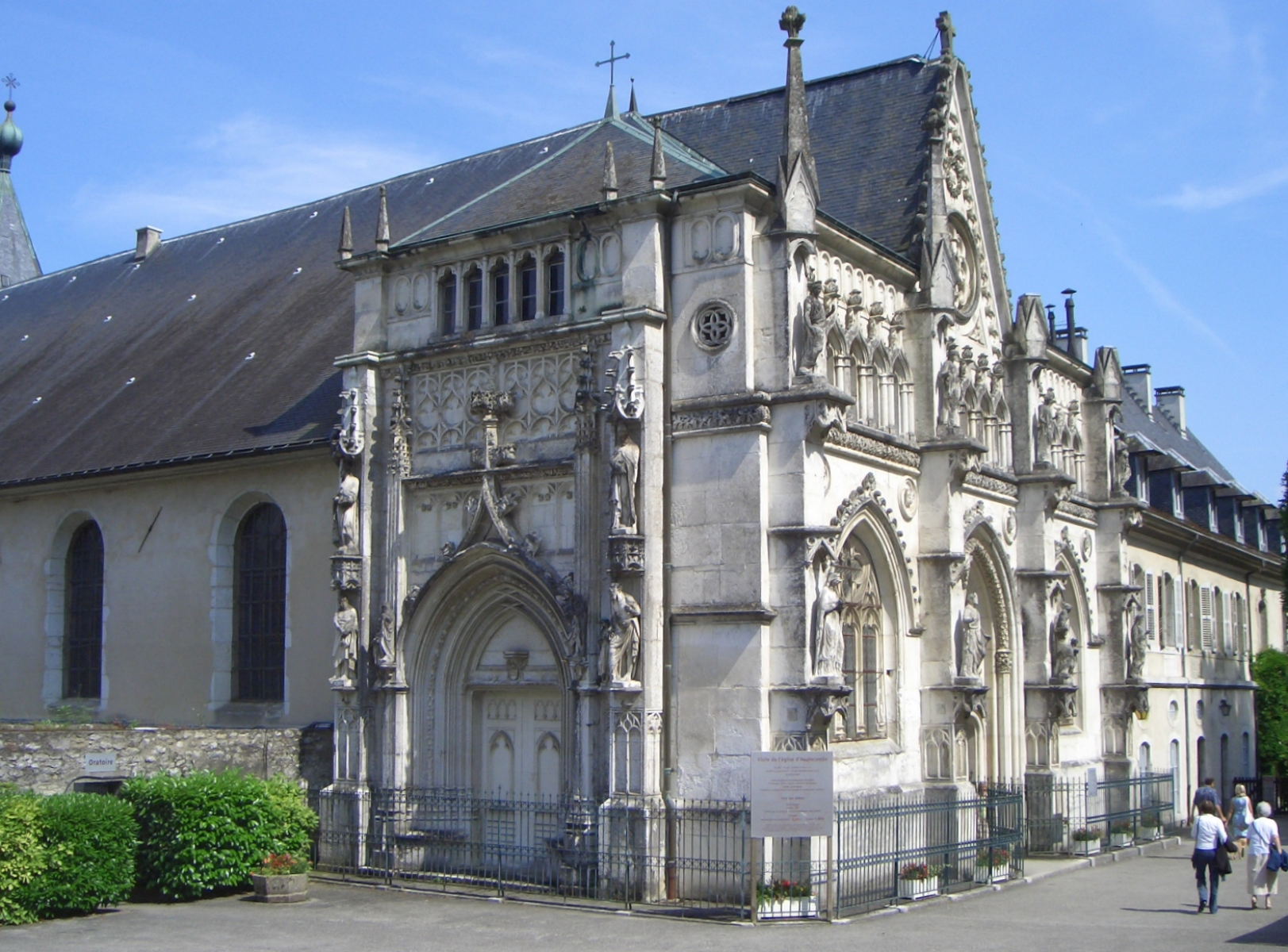
Abbaye d'Hautecombe nécropole de la maison de Savoie, fondée en 1125 par Amédée III de Savoie.

Suivant le mouvement européen, les terres de Savoie sont ensemencées par les abbayes réformées (bénédictines, cisterciennes, augustines, chartreuses), sur les rives des lacs ou dans les vallons des Préalpes, devenant des centres de développement agricole, artisanal et culturel. Le développement monastique dans le diocèse de Genève semble tardif et est dû aux évêques de Genève, notamment Guy de Faucigny et Ardutius de Faucigny. L'historien Nicolas Carrier distingue « quatre formes de vie régulière » entre les XIe et XIIe siècles, les prieurés bénédictins, les filles de l'abbaye de Saint-Maurice d'Agaune, les établissements rattachés à l'ordre cistercien et les implantations de chartreux.
Les premières implantations, à partir du Xe siècle, sont dues à l'ordre bénédictin clunisien, en raison d'une « absence de concurrence ». D'autres monastères bénédictins régionaux essaiment peu à peu des prieurés dans les plaines et versants de la Savoie : les abbayes rhodanienne de Saint-Martin de Savigny et de Saint-Martin d'Ainay ; les abbayes jurassiennes de Saint-Oyand-de-Joux, de Saint-Rambert-en-Bugey et d'Ambronay, l'abbaye Saint-Chaffre en Velay, l'abbaye de Saint-André-le-Bas de Vienne, les abbayes piémontaises de la Novalaise et de Saint-Michel-de-la-Cluse. Ils sont principalement installés à proximité des grands itinéraires alpins qui mènent aux cols et permettant d'accéder à la péninsule italienne. « Il n'y ainsi pas de grands établissement comparables à ceux [... de] Bourgogne, [... de] Suisse ou dans le Massif Central, mais une floraison de petits prieurés essaimé par Cluny, ses filiales et ses rivales. »
Si de nombreux prieurés ont une importance relative, une partie d'entre-eux possèdent des charges curiales.
Liste de principales fondations d'abbayes et de prieurés, classés par ordres :
- Abbayes bénédictines de Talloires (1019, Comté de Genève), de Contamine-sur-Arve (1083, Faucigny), Bonlieu (vers 1160, comté de Genève). Prieurés de Coise (v.1036, plus probablement au siècle suivant, Savoie Propre), des Échelles (1042, Petit-Bugey), Aiguebelle (1060, Maurienne), de Chamonix (v.1091 ou 1202, haut-Faucigny), de Rumilly (v. 1100, Albanais-Genevois), de Megève (attesté en 1202, Val d'Arly-Faucigny).
- Abbayes augustines, issues de moines de l'abbaye de Saint-Maurice, de Peillonex (1032, Chablais), d'Abondance (1108, Chablais), de Sixt (1144, comté de Genève), d'Entremont (1154, Chablais).
- Abbayes cisterciennes de Bellevaux (1091, Bauges, comté de Savoie), d'Aulps (d'abord bénédictine 1094 puis affiliée à Cîteaux en 1136, Chablais), de Tamié (1132, Genevois), d'Hautecombe (1125, Savoie Propre), à Bellerive et du Lieu (1150, comté de Genève), Sainte-Catherine du Mont (1195, comté de Genève).
- Chartreuses de Vallon (1138, Chablais), du Reposoir (1151, Faucigny), de Pomier (1170, Genevois), d'Aillon (1178 ou 1183, Bauges), de Mélan (1292, Faucigny).